# Папа Јован VI
Папа Јован VI (лат. Ioannes Sextus; 11. јануар 705.) је био 85. папа од 30. октобра 701. до 11. јануара 705.